# Az 1941–1945-ös Nagy Honvédő Háborúban aratott győzelem ötvenedik évfordulójára emlékérem
Az 1941-1945-ös Nagy Honvédő Háborúban aratott győzelem 50. évfordulójára emlékérem (oroszul: Юбилейная медаль «50 лет Победы в Великой Отечественной войне 1941—1945 гг.», transzliteráció: Jubilejnaja Medal "50 let pobedi v Velikoj Otyecsesztvennoj vojnye 1941-1945") A második világháborúban aratott szovjet győzelem ötvenedik évfordulójára 1993. július 7-én alapított állami kitüntetés Oroszországban, Ukrajnában, Örményországban, Kazahsztánban és Fehéroroszországban. A kitüntetést az Oroszországi Föderáció 1993. július 7-én, a Kazah Köztársaság Legfelsőbb Tanácsi határozata 1993. október 26-án a 2485-XII számon és a Fehérorosz Köztársaság 102. számú elnöki rendelete alapította.

## Az elismerésről

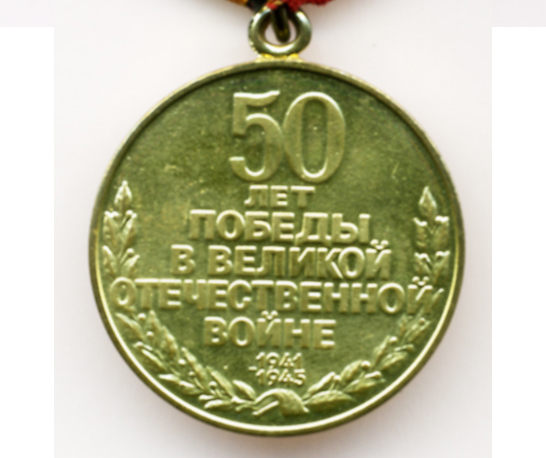
A medália hátulnézeti képe

A kitüntetést a szovjet csapatok a második világháború keleti frontján a Harmadik Birodalom és európai szövetségeseik felett aratott győzelem ötvenedik évfordulójára alapították. Az elismerés már nem adományozható. De korábban széles körben adományozták és több millióan megkapták. Polgári személyek és a vörös hadsereg tagjai egyaránt részesülhettek ebben a kitüntetésben. Azok kaphatták meg mind a katonai és mind a polgári személyeknél, akiknek már korábban odaítéltek szovjet katonai második világháborús elismerést és azoknak a háború idején még kiskorú foglyoknak is, akiket koncentrációs táborokba, gettókba és egyéb fogdákba zártak a tengelyhatalmak. A gyűjtők körében nagy becsben tartott, népszerű darab és kereskednek vele. A kitüntetést nem csak a háborúban résztvevők, hanem azok a munkások is megkaphatták, akik munkájukkal támogatták a harcot. Az ilyen kitüntetések hátoldalán szereplő körfelirat megkülönböztette ezeket.

## Kinézete
Az érme tombakból készült, alakja szabályos kör, melynek átmérője 32 mm. Az előlap képén a Kreml fala és a háttérben a Szpasszkaja-torony, mely körül ünnepi tűzijáték látható. Az érme alsó felében felirat  «1941-1945», mely évszámok között a Honvédő Háború-rend csillag alakzatát helyezték. A hátoldalon cirill betűs felirat az érme közepén «50 лет Победы в Великой Отечественной войне 1941—1945 гг.» (Fordítása: 50 éves a Nagy Honvédő Háborúban aratott győzelem, 1941-1945).
Az érme minden felirata és képe domború. Az éremhez tartozó selyem moaré szalagsáv szélessége 24 milliméter. A sávot függőleges síkban váltakozó csíkok alkotják. Ezek színei a bal oldali felén 3 fekete és 2 narancssárga csík, míg a jobb oldali felén egyszínű piros sáv látható.

## Fordítás
- Ez a szócikk részben vagy egészben  a(z)    Юбилейная медаль «50 лет Победы в Великой Отечественной войне 1941—1945 гг.» című orosz Wikipédia-szócikk ezen változatának fordításán alapul.  Az eredeti cikk szerkesztőit annak laptörténete sorolja fel. Ez a jelzés csupán a megfogalmazás eredetét és a szerzői jogokat jelzi, nem szolgál a cikkben szereplő információk forrásmegjelöléseként.